# Franziskanerkloster Annaberg
Das Franziskanerkloster Annaberg war ein Kloster der Franziskaner im heutigen Annaberg-Buchholz im Erzgebirge im Freistaat Sachsen.

## Geschichte

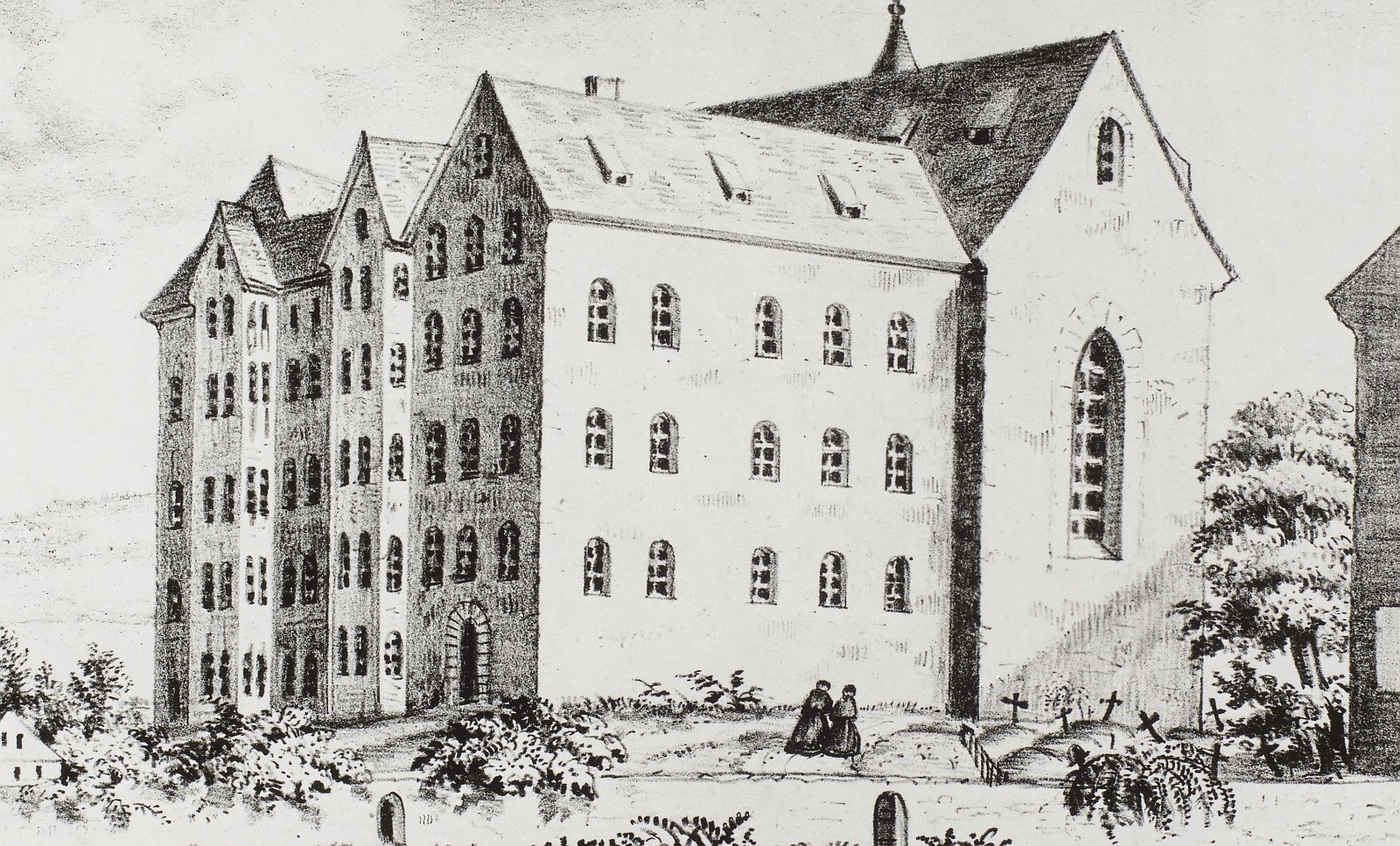
Das Annaberger Franziskaner-Kloster vor dem Brand von 1604. Zeichnung von 1759.

Das Kloster gehörte zur Sächsischen Franziskanerprovinz vom heiligen Kreuz (Saxonia) und bestand nur wenige Jahre. Es wurde 1502 maßgeblich auf Betreiben und mit Unterstützung des damaligen des albertinisch-sächsischen Landesherrn  Georg dem Bärtigen eingerichtet, dem Gründer der wenige Jahre zuvor entstandenen Stadt Annaberg und einem entschiedenen Gegner der lutherischen Lehren. Allerdings verzögerte sich der Klosterbau und war 1509 noch nicht beendet. Im August 1512 fand jedoch das Provinzkapitel der Saxonia in Annaberg statt, was ausreichend große Gebäude voraussetzt. Unter den Ordensmännern im Kloster war auch der spätere Reformator Friedrich Myconius, der 1510 in den Konvent eintrat.  Nach Einführung der Reformation in Sachsen hob Herzog Heinrich von Sachsen, der Bruder des Stifters, 1539 das Kloster auf, und die verbliebenen neun Franziskaner verließen die Stadt. 
Im Jahre 1557 verlegte Kurfürst August die Münzstätte Annaberg in das Kloster, bevor sie 1558 mit der Dresdner Münze vereinigt wurde. Die liturgische Ausstattung wurde anderen Kirchen übergeben oder eingeschmolzen. Die Klosterkirche wurde noch für evangelisch-lutherische Gottesdienste benutzt. 1604 brannte das Gebäude ab und verfiel in den folgenden Jahrzehnten zusehends. 
Das Gelände wurde erst im 19. Jahrhundert neu bebaut, dabei erhaltene Keller und Mauerreste in die Neubebauung mit einbezogen. In der damals entstandenen „Röhlingschen Fabrik“, einem fünfgeschossigen klassizistischen Bauwerk, befand sich bis 2012 das Amtsgericht; heute hat dort sowie im ehemaligen Bergmagazin das Annaberger Finanzamt seinen Sitz. An das einstige Franziskanerkloster erinnern noch einige Mauerreste vom Chor der Klosterkirche.

## Architektur

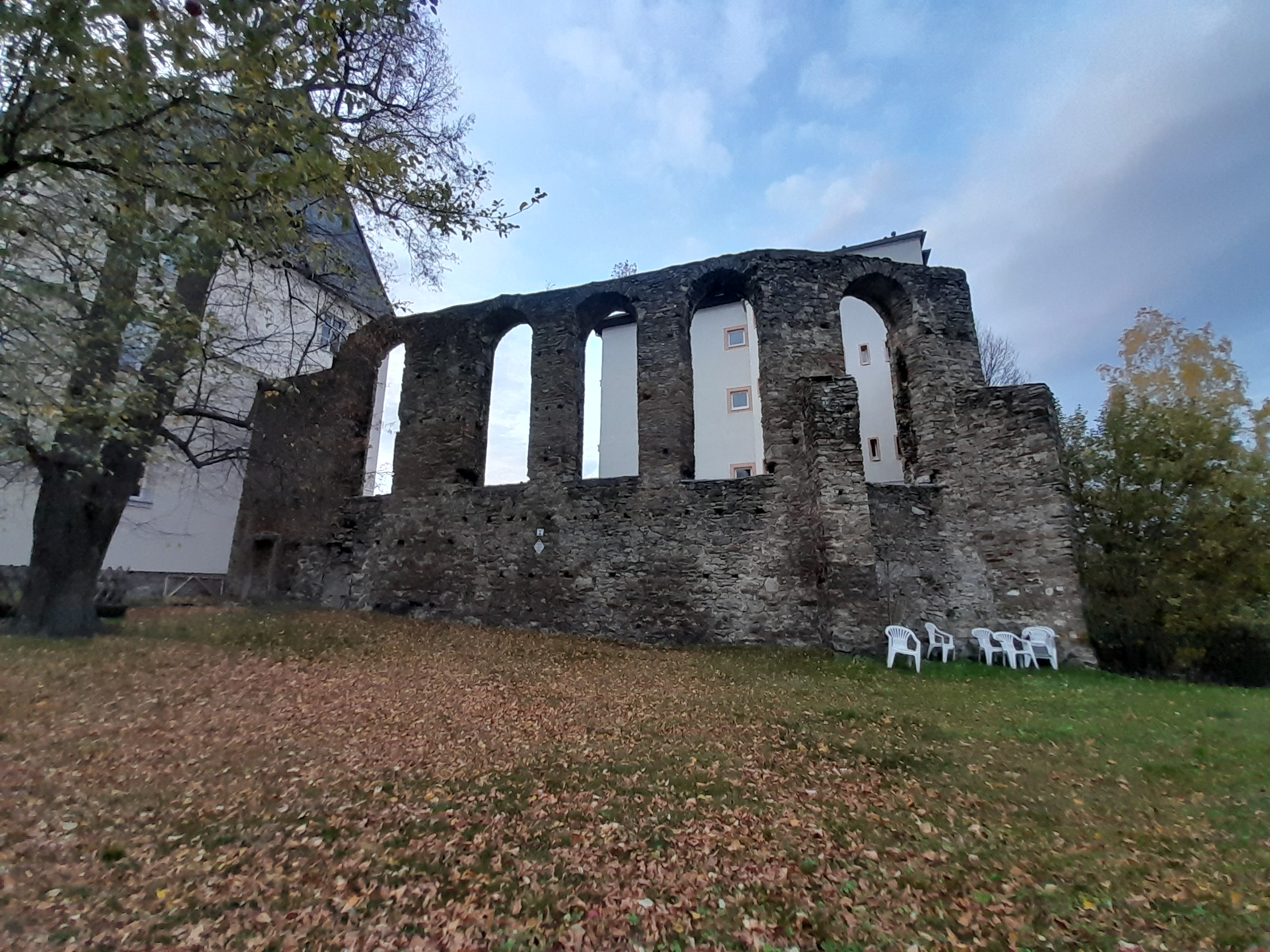
Ruinen des Franziskanerklosters Annaberg

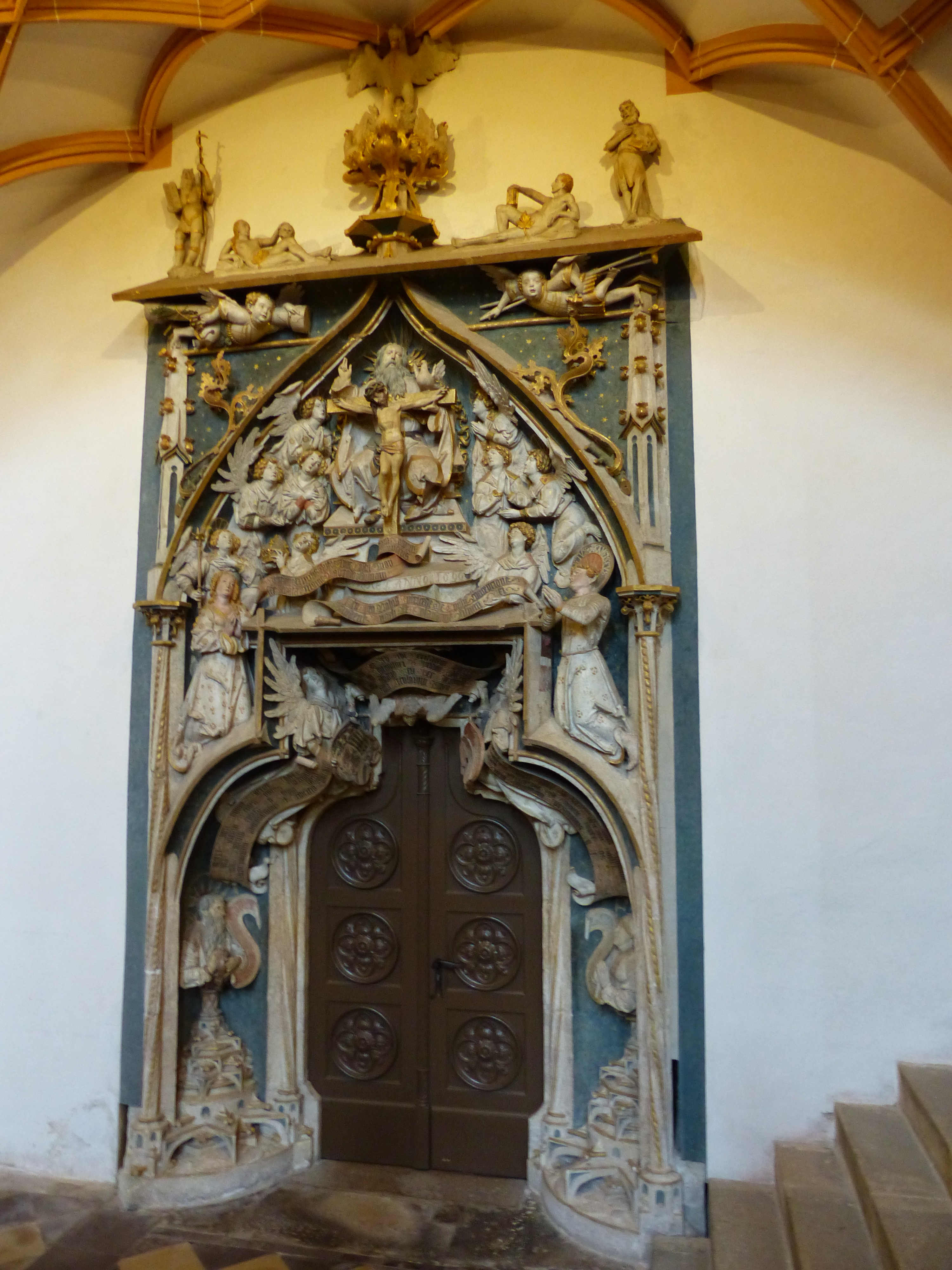
Schöne Tür

Das Kloster befindet sich am Nordrand der Annaberger Altstadt unmittelbar am Steilabfall zum Sehmatal und damit an der Stadtmauer, die hier durch die sogenannte Klosterpforte durchquert werden konnte. Es bestand aus vier Flügeln, die sich um einen nahezu quadratischen, geschlossenen Innenhof mit Kreuzgang gruppierten. Der Komplex wurde 1502 begonnen und war vermutlich 1512 fertiggestellt.
Im Süden des Gevierts befand sich die große, insgesamt etwa 62 Meter lange Klosterkirche. Der Bau war vermutlich einschiffig und mit einer ungewölbten, flachen Decke abgeschlossen. Vermutlich sollte der Bau dem Charakter des Ordens entsprechend als Bettelordenskirche bewusst schlicht gehalten werden. In der ansonsten schlichten, nur von gotischen Spitzbogenfenstern gegliederten Stadtseite der Klosterkirche war die sogenannte „Schöne Tür“, eine prachtvoll von Hans Witten gestaltete Ablasspforte, das maßgebliche gestalterische Element.
Mit drei Geschossen waren die Klostergebäude an der West-, Nord- und Ostseite des Komplexes ungewöhnlich hoch für derartige Klosterbauten der Region und ähnelten eher einem Schlossbau. Dies wird unter anderem damit erklärt, dass Georg der Bärtige das Gebäude als regionale Residenz nutzte. Im Hochbau und einigen architektonischen Elementen finden sich Anlehnungen etwa an das Residenzschloss in Torgau.
Gegenüber der Klosterkirche – auf dem Gelände des heutigen Postamtes – wurde 1518 zusätzlich das Abtshaus gebaut, welches allerdings nicht von den Franziskanern, sondern von Benediktinern aus dem Kloster in Chemnitz genutzt wurde, zu dem enge Verbindungen bestanden.

## Bedeutung
Die „Schöne Tür“ wurde 1577 in die Annaberger  St. Annenkirche versetzt.
Auch andere Kunstgegenstände des Klosters finden sich heute in verschiedenen Kirchen des Erzgebirges. Der Hauptaltar der Klosterkirche steht seit 1594 in der Buchholzer St. Katharinenkirche, eine Schutzmantelmadonna und ein Kruzifix in der St.-Annen-Kirche von Annaberg-Buchholz.
Bleibende Bedeutung erhielt die Bibliothek des Franziskanerklosters in Annaberg. Sie wurde 1539 dem Rat der Stadt Annaberg übergeben, der sie ein Jahr später der St.-Annen-Kirche überließ und von dort 1558 der städtischen Lateinschule zur Verfügung gestellt hat. Nach dem Zweiten Weltkrieg gelangte die Bibliothek wieder zurück an die Kirchengemeinde und macht heute etwa ein Fünftel des Bibliotheksbestandes der St.-Annen-Kirche aus.